# Transformatorenhaus (Hilderath)

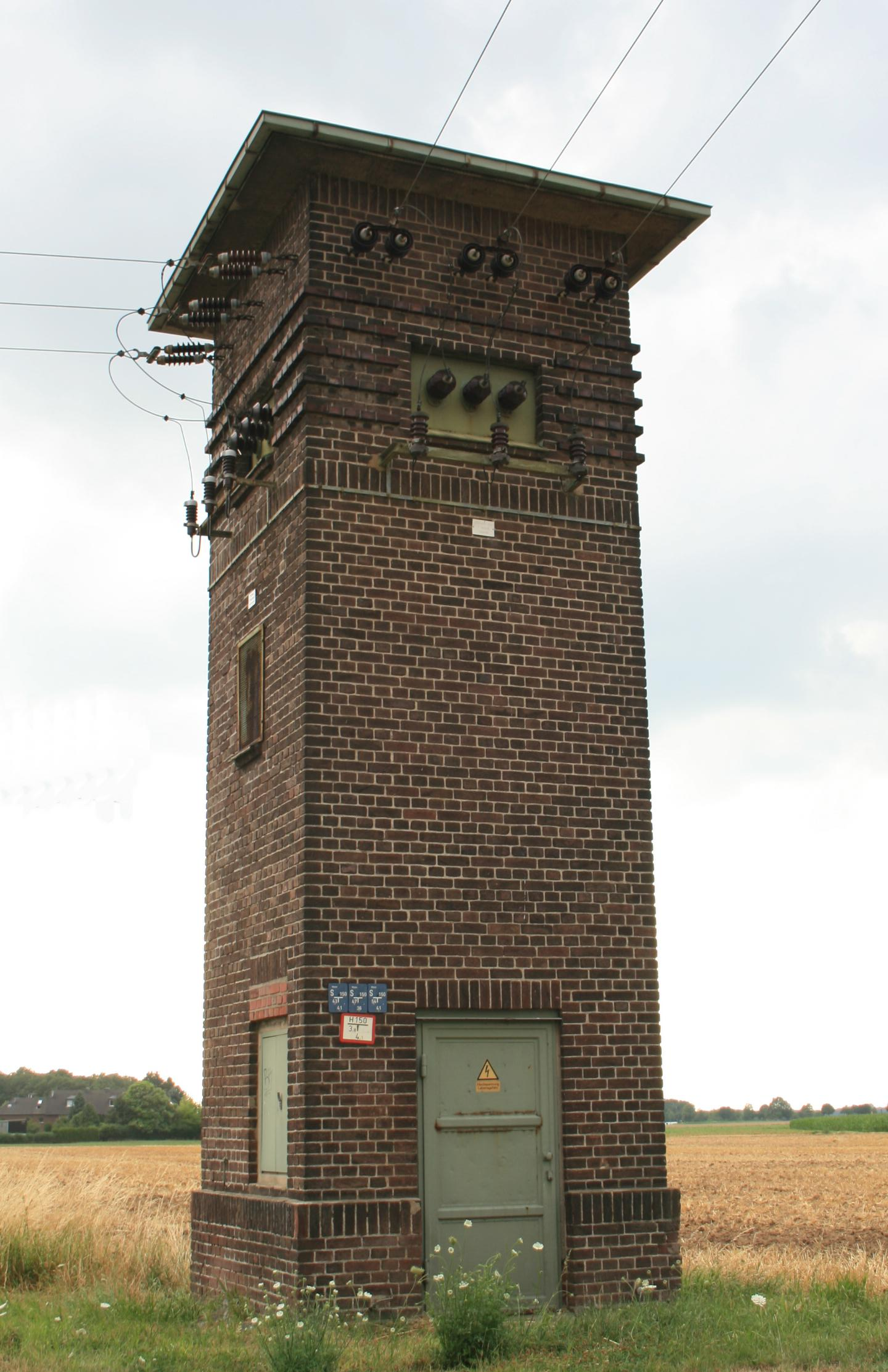
Transformatorenhaus (Trafoturm), 2010

Das Transformatorenhaus steht im Stadtteil Hilderath in Mönchengladbach (Nordrhein-Westfalen), Hilderather Straße.
Der Trafoturm wurde in den 1920/1930er Jahren erbaut. Er ist unter Nr. H 102 am 10. Januar 2005 in die Denkmalliste der Stadt Mönchengladbach eingetragen worden.

## Lage
Der Trafoturm liegt an der Abzweigung der Straße nach Sittard von der Hilderather Straße schräg gegenüber einem neuen Aussiedlerhof (Hilderather Straße 201).

## Architektur
Das Schalthaus wurde in Form eines Trafoturmes auf annähernd quadratischem Grundriss aus dunkelrot gebranntem Ziegelmauerwerk erbaut. Der Zugang liegt im Erdgeschoss auf der der Hilderather Straße zugewandten Ostseite. Weitere Wandöffnungen liegen auf der Südseite des Bauwerks.
Einer nur leicht vorgezogenen Sockelzone entspricht gestalterisch die kräftig vorspringende Betonplatte des Flachdachs. Die scharfkantige, symmetrische Gestaltung des Schaftes wird zusätzlich betont durch die Ausführung der umlaufenden Dachrinne in Kastenform. Im Bereich des Turmkopfes laufen vier, nur schwach hervortretende Ziegelsteinbänder um das Bauwerk. Hier schließen die zugeführten Freileitungen aus Sittard, Hilderath, Mennrath und Rheindahlen über Isolatoren an. Die Ziegelsteinbänder geben bei zurückhaltendem Einsatz formaler Gestaltungsmittel der Einleitungszone der Freileitungen eine zwar sparsam angedeutete, aber sichere, architektonisch betonte Fassung.
Direkt unter der Betonplatte am oberen Rand sowie am unteren Rand der Einleitungszone ist je eine Ziegelrollschicht angeordnet, ohne dass sie aus der Wandflucht hervortritt. Weitere Rollschichten akzentuieren jeweils die Oberkante des Sockels und die Tür-/Fensterstürze.